# São José dos Campos
São José dos Campos (wym. port. [sɐ̃w̃ ʒuˈzɛ dus ˈkɐ̃pus]) – miasto w południowo-wschodniej Brazylii (stan São Paulo), nad rzeką Paraiba.
Liczba mieszkańców miasta w 2003 roku wynosiła ok. 595 tys., a zespołu miejskiego ok. 841 tys.
Należy do mezoregionu Paulista Paraiba Valley i mikroregionu São José dos Campos. Jest to siedziba Metropolitan Region Paraíba i North Coast Valley, położona na wschód od stolicy stanu, w odległości 94 km. Zajmuje powierzchnię 1100 km², z czego 353,9 km² znajdują się w obszarze miejskim. W 2016 roku jej populacja została oszacowana przez IBGE na 695 992 mieszkańców, i jest drugim najbardziej zaludnionym miastem w Brazylii, za Campinas. Gmina jest zintegrowana - wraz z regionami metropolitalnymi São Paulo, Campinas, Sorocaba i Baixada Santista - Expanded Metropolitan Complex, megalopolis, liczy ponad 30 milionów ludzi (około 75% populacji w São Paulo) i jest największą aglomeracją na południowej półkuli.
São José dos Campos nadano prawo miasta w 1767 roku. W XIX wieku najważniejszą rolę odgrywało rolnictwo, zwłaszcza uprawa kawy, ale w drugiej połowie XX wieku wzrosła rola przemysłu. Dziś znajdują się tam ważne firmy, takie jak:. Panasonic, Johnson & Johnson, Ericsson, Philips, General Motors (GM), Petrobras, Monsanto, Embraer (siedziby) i inne. Posiada ważne ośrodki kształcenia i badań naukowych, takie jak: Departament Aerospace Science and Technology (DCTA), Narodowy Instytut Badań Kosmicznych (INPE), Narodowe Centrum Monitorowania i Alarmów Natural Disaster (Cemaden), Instytut Studiów Zaawansowanych (IEAv), Instytut Aronautyki i Przestrzeni Kosmicznej (IAE), Universidade Estadual Paulista (UNESP), Instytut Technologiczny Lotnictwa (ITA), Wydział Technologii Stanu São Paulo (Fatec), University of the Valley Paraíba (UNIVAP), Instytut Badań i Rozwoju (IR + R) i Federalnego Uniwersytet w São Paulo (UNIFESP).
Oprócz znaczenia gospodarczego jest ważnym ośrodkiem kulturalnym Paraíba Valley.
W mieście mają siedzibę kluby piłkarskie São José EC i CA Joseense.